# Campeonato Neerlandés de Fútbol 1914-15
El Campeonato Neerlandés de Fútbol 1914/15 fue la 27ª edición del campeonato de fútbol de los Países Bajos. Participaron 18 equipos divididos en dos divisiones. El campeón nacional fue determinado por un play-off de ida y vuelta con los ganadores de la división de fútbol del este y oeste. Sparta Rotterdam ganó el campeonato de este año venciendo al Vitesse 3-0 en el partido desempate por el título. Debido a la Primera Guerra Mundial, no había competencia de Eerste Klasse Sur, que fue suspendida por una temporada.

## Nuevos participantes
Eerste Klasse Este:
- Be Quick Zutphen

Eerste Klasse Oeste:
- USV Hercules (volviendo al después de tres temporadas de ausencia)

## Divisiones

### Eerste Klasse Este
| Pos | Equipo             | PJ | PG | PE | PP | GF | GC | Pts | DG  | Notas                                  |
| --- | ------------------ | -- | -- | -- | -- | -- | -- | --- | --- | -------------------------------------- |
| 1   | Vitesse            | 14 | 8  | 4  | 2  | 44 | 22 | 20  | +22 | Clasificado al play-off por el título. |
| 2   | Go Ahead           | 14 | 8  | 2  | 4  | 32 | 24 | 18  | +8  |                                        |
| 3   | Koninklijke UD     | 14 | 6  | 4  | 4  | 31 | 26 | 16  | +5  |                                        |
| 4   | HVV Tubantia       | 14 | 6  | 4  | 4  | 23 | 24 | 16  | -1  |                                        |
| 5   | Robur et Velocitas | 14 | 6  | 2  | 6  | 48 | 36 | 14  | +8  |                                        |
| 6   | Quick Nijmegen     | 14 | 4  | 6  | 4  | 31 | 35 | 14  | -4  |                                        |
| 7   | GVC Wageningen     | 14 | 3  | 2  | 9  | 21 | 38 | 8   | -17 |                                        |
| 8   | Be Quick Zutphen   | 14 | 3  | 0  | 11 | 19 | 44 | 6   | -24 |                                        |

PJ = Partidos jugados; PG = Partidos ganados; PE = Partidos empatados; PP = Partidos perdidos; GF = Goles a favor; GC = Goles en contra; Pts = Puntos; DG = Diferencia de goles

### Eerste Klasse Oeste
| Pos | Equipo           | PJ | PG | PE | PP | GF | GC | Pts | DG  | Notas                                  |
| --- | ---------------- | -- | -- | -- | -- | -- | -- | --- | --- | -------------------------------------- |
| 1   | Sparta Rotterdam | 18 | 13 | 2  | 3  | 61 | 26 | 28  | +35 | Clasificado al play-off por el título. |
| 2   | Koninklijke HFC  | 18 | 11 | 2  | 5  | 48 | 25 | 24  | +23 |                                        |
| 3   | HVV Den Haag     | 18 | 11 | 2  | 5  | 58 | 32 | 24  | +26 |                                        |
| 4   | HFC Haarlem      | 18 | 8  | 3  | 7  | 32 | 38 | 19  | -6  |                                        |
| 5   | UVV Utrecht      | 18 | 6  | 5  | 7  | 22 | 31 | 17  | -9  |                                        |
| 6   | DFC              | 18 | 7  | 3  | 8  | 26 | 44 | 17  | -18 |                                        |
| 7   | USV Hercules     | 18 | 6  | 4  | 8  | 28 | 32 | 16  | -4  |                                        |
| 8   | VOC              | 18 | 6  | 4  | 8  | 26 | 34 | 16  | -8  |                                        |
| 9   | HBS Craeyenhout  | 18 | 5  | 3  | 10 | 23 | 37 | 13  | -14 |                                        |
| 10  | HC & CV Quick    | 18 | 2  | 2  | 14 | 22 | 47 | 6   | -15 |                                        |

PJ = Partidos jugados; PG = Partidos ganados; PE = Partidos empatados; PP = Partidos perdidos; GF = Goles a favor; GC = Goles en contra; Pts = Puntos; DG = Diferencia de goles

### Play-off por el título
No se contaba la cantidad de goles, solo se contaban las victorias, como ambos ganaron un partido, se concurrió a un desempate.
| Equipo 1 | Agr.                  | Equipo 2         | Ida   | Vuelta |
| -------- | --------------------- | ---------------- | ----- | ------ |
| Vitesse  | una victoria cada uno | Sparta Rotterdam | 2 - 1 | 1 - 4  |

### Desempate
| Equipo 1 | Resultado | Equipo 2         |
| -------- | --------- | ---------------- |
| Vitesse  | 0 – 3     | Sparta Rotterdam |

|                                     |
| Campeón Sparta Rotterdam 5.° título |